# العلاقات الجيبوتية الكولومبية
العلاقات الجيبوتية الكولومبية هي العلاقات الثنائية التي تجمع بين جيبوتي وكولومبيا.

## مقارنة بين البلدين
هذه مقارنة عامة ومرجعية للدولتين:
| وجه المقارنة                                              | جيبوتي                    | كولومبيا        |
| --------------------------------------------------------- | ------------------------- | --------------- |
| المساحة (كم2)                                             | 23.20 ألف                 | 1.14 مليون      |
| عدد السكان (نسمة)                                         | 956.99 ألف                | 49.07 مليون     |
| الكثافة السكانية (ن./كم²)                                 | 41.25                     | 43.04           |
| العاصمة                                                   | جيبوتي                    | بوغوتا          |
| اللغة الرسمية                                             | لغة فرنسية، اللغة العربية | اللغة الإسبانية |
| العملة                                                    | فرنك جيبوتي               | بيزو كولومبي    |
| الناتج المحلي الإجمالي (بليون دولار)                      | 1.84 مليار                | 309.19 مليار    |
| الناتج المحلي الإجمالي (تعادل القوة الشرائية) بليون دولار | 3.10 مليار                | 724.96 مليار    |
| الناتج المحلي الإجمالي الاسمي للفرد دولار أمريكي          | 1.95 ألف                  | 7.60 ألف        |
| الناتج المحلي الإجمالي للفرد دولار أمريكي                 | 3.27 ألف                  | 13.36 ألف       |
| مؤشر التنمية البشرية                                      | 0.470                     | 0.720           |
| رمز المكالمات الدولي                                      | +253                      | +57             |
| رمز الإنترنت                                              | .dj                       | .co             |
| المنطقة الزمنية                                           | ت ع م+03:00               | 00              |

## منظمات دولية مشتركة
يشترك البلدان في عضوية مجموعة من المنظمات الدولية، منها:
| علم المنظمة | اسم المنظمة                        | تاريخ انضمام جيبوتي | تاريخ انضمام كولومبيا |
| ----------- | ---------------------------------- | ------------------- | --------------------- |
|             | وكالة ضمان الاستثمار متعدد الأطراف | 12 يناير 2007       | 30 نوفمبر 1995        |
|             | منظمة الشرطة الجنائية الدولية      | ?                   | ?                     |
|             | منظمة حظر الأسلحة الكيميائية       | ?                   | ?                     |
|             | منظمة التجارة العالمية             | ?                   | ?                     |
|             | البنك الدولي للإنشاء والتعمير      | 1 أكتوبر 1980       | 24 ديسمبر 1946        |
|             | الأمم المتحدة                      | 20 سبتمبر 1977      | 5 نوفمبر 1945         |
|             | مؤسسة التمويل الدولية              | 1 أكتوبر 1980       | 20 يوليو 1956         |
|             | يونسكو                             | 31 أغسطس 1989       | 31 أكتوبر 1947        |
|             | مؤسسة التنمية الدولية              | 1 أكتوبر 1980       | 16 يونيو 1961         |
|             | الاتحاد البريدي العالمي            | ?                   | ?                     |
|             | الاتحاد الدولي للاتصالات           | 22 نوفمبر 1977      | 25 أغسطس 1914         |

## وصلات خارجية
- موقع وزارة الخارجية الكولومبية